# زوراء
زوراء (الاسم العلمي: Plagianthus)، جنس نباتات مُزهرة من فصيلة الخبازية. أنواعه أربعة.